# Roger W. Hulburd

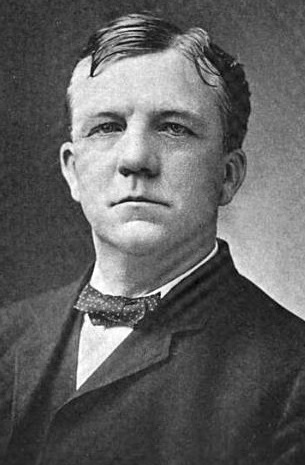
Roger W. Hulburd

Roger W. Hulburd (* 22. Oktober 1856 in Waterville, Vermont; † 20. November 1944 in Hyde Park, Vermont) war ein US-amerikanischer Anwalt und Politiker, der von 1917 bis 1919 Vizegouverneur von Vermont war.

## Leben
Roger William Hulburd wurde in Waterville, Vermont geboren. Er studierte an der People's Academy in Morrisville, machte seinen Abschluss an der University of Vermont im Jahr 1882 und an der Albany Law School im Jahr 1887.
Hulburd lehrte an einer Schule und war Rektor der Lamoille Central Academy in Hyde Park, Vermont, bevor er seine Zulassung als Anwalt im Jahr 1887 erhielt. Danach arbeitete er dort als Anwalt. Er hatte verschiedene Ämter inne, unter anderem als Treuhänder der Lamoille Countys Savings Bank und als President der Hyde Park Warehouse Company, im Jahr 1890 war er Postmeister von Hyde Park.
Als Mitglied der Republikanischen Partei von Vermont war Hulburd von 1894 bis 1896 District Attorney für das Lamoille County und Mitglied im Senat von Vermont von 1896 bis 1897. Von 1896 bis 1906 war er Vorsitzender des Verwaltungsrats der Vermont Industrial School.
Hulburd war von 1906 bis 1908 Abgeordneter im Repräsentantenhaus von Vermont und von 1906 bis 1910 arbeitete er im Vermont Penal Board. Als Delegierter nahm er an den nationalen Versammlungen der Republikanischen Partei in den Jahren 1904 und 1908 teil.
Im Jahr 1916 gewann er die republikanische Nominierungswahl zum Vizegouverneur von Vermont gegen John E. Weeks, der von 1927 bis 1931 Gouverneur von Vermont war. In einer Zeit, in der die republikanischen Kandidaten die Wahlen zu öffentlichen Ämtern in Vermont sicher gewannen, wurde Hulburd zum Vizegouverneur gewählt. Seine Amtszeit dauerte von 1917 bis 1919.
Hulburd war in der Vermonter Anwaltsvereinigung aktiv und hatte mehrere Jahre das Amt des Vorsitzenden des Zulassungsausschusses inne.
Hulburd starb am 20. November in Hyde Park, sein Grab befindet sich auf dem Hyde Park's Village Cemetery.
Er war verheiratet mit Mabel Noyes Hulburd (1859–1952). Das Paar hatte drei Kinder. Der Sohn Benjamin N. Hulburd (1898–1964) war ebenfalls Anwalt und Oberster Richter am Vermont Supreme Court.